# Quebrada de Quisma
Quebrada de Quisma är ett periodiskt vattendrag i Chile.   Det ligger i regionen Región de Tarapacá, i den norra delen av landet, 1 400 km norr om huvudstaden Santiago de Chile.
Omgivningen kring Quebrada de Quisma är ofruktbar med liten eller ingen växtlighet. Området är nästan obefolkat, med mindre än två invånare per kvadratkilometer.